# سیارک ۲۹۱۵
سیارک ۲۹۱۵ (به انگلیسی: 2915 Moskvina، نامگذاری:1977QY2) دو هزار و نهصد و پانزدهمین سیارک کشف شده‌است که در ۲۲ اوت ۱۹۷۷ کشف شد.
قدر مطلق سیارک برابر ۱۳٫۳۰ است.